# 榎原一夫
榎原 一夫（えばら かずお、1926年〈大正15年〉4月16日 - 2000年〈平成12年〉7月24日）は、日本の政治家。1971年から1991年まで大阪府吹田市長を務めた。藍綬褒章、勲三等旭日中綬章。

## 来歴
大阪府出身。1948年（昭和23年）3月、旧制摂南工専卒業後、吹田市役所入り。市職員組合委員長など歴任した。

### 1971年吹田市長選挙
1971年（昭和46年）、吹田市長選に社会党と共産党の推薦で立候補し、自民党と民社党推薦で現職の山本治雄と新人1人をやぶり初当選を果たした。
※当日有権者数：163,775人 最終投票率：66.27%（前回比：-pts）
| 候補者名 | 年齢 | 所属党派 | 新旧別 | 得票数   | 得票率 | 推薦・支持     |
| -------- | ---- | -------- | ------ | -------- | ------ | -------------- |
| 榎原一夫 | 45   | 無所属   | 新     | 46,839票 | 44.21% | 社会・共産推薦 |
| 山本治雄 | -    | 無所属   | 現     | 45,349票 | 42.80% | 自民・民社推薦 |
| 小山温三 | -    | 無所属   | 新     | 13,761票 | 12.99% | -              |

同年5月14日に就任した。
同和行政の進め方をめぐり、1期目の途中で社会党が与党を離脱した。

### 1975年吹田市長選挙
再選を目指した1975年（昭和50年）の市長選では共産党単独推薦で臨むこととなり、社公民に自民党が相乗りした対立候補に辛勝する。
※当日有権者数：184,765人 最終投票率：61.31%（前回比： 4.96pts）
| 候補者名 | 年齢 | 所属党派 | 新旧別 | 得票数   | 得票率 | 推薦・支持                 |
| -------- | ---- | -------- | ------ | -------- | ------ | -------------------------- |
| 榎原一夫 | 49   | 無所属   | 現     | 55,564票 | 50.24% | 共産推薦                   |
| 羽田孝義 | 63   | 無所属   | 新     | 55,041票 | 49.76% | 自民・社会・公明・民社推薦 |

### 1979年吹田市長選挙
1979年（昭和54年）の市長選でも当選し、3選を果たした。
※当日有権者数：202,762人 最終投票率：61.56%（前回比： 0.25pts）
| 候補者名 | 年齢 | 所属党派 | 新旧別 | 得票数   | 得票率 | 推薦・支持                   |
| -------- | ---- | -------- | ------ | -------- | ------ | ---------------------------- |
| 榎原一夫 | 53   | 無所属   | 現     | 71,230票 | 58.10% | 共産推薦                     |
| 五石正則 | 61   | 無所属   | 新     | 51,370票 | 41.90% | 自民・公明・民社・社民連推薦 |

### 1983年吹田市長選挙
1983年（昭和58年）の市長選では共産以外の4党から推薦を取り付ける体制となり4選を果たした。
※当日有権者数：219,780人 最終投票率：56.34%（前回比： 5.22pts）
| 候補者名 | 年齢 | 所属党派 | 新旧別 | 得票数   | 得票率 | 推薦・支持                       |
| -------- | ---- | -------- | ------ | -------- | ------ | -------------------------------- |
| 榎原一夫 | 57   | 無所属   | 現     | 96,193票 | 80.63% | 自民・社会・公明・民社・共産推薦 |
| 安部友康 | 50   | 無所属   | 新     | 20,931票 | 17.54% | -                                |
| 辻山清   | 38   | 諸派     | 新     | 2,184票  | 1.83%  | -                                |

### 1987年吹田市長選挙
1987年（昭和62年）の市長選では新人との争いとなったが、大差で5選を果たした。
※当日有権者数：234,291人 最終投票率：48.17%（前回比：-pts）
| 候補者名 | 年齢 | 所属党派 | 新旧別 | 得票数   | 得票率 | 推薦・支持 |
| -------- | ---- | -------- | ------ | -------- | ------ | ---------- |
| 榎原一夫 | 54   | 無所属   | 現     | 82,648票 | 75.91% | -          |
| 安部友康 | 54   | 無所属   | 新     | 26,228票 | 24.09% | -          |

1991年（平成3年）の市長選挙には立候補しなかった。
1996年（平成8年）、勲三等旭日中綬章受章。
2000年7月24日死去。74歳。

## 市長としての取り組み
- 在任中は老人医療費の無料化など福祉政策に取り組んだ[2]。